# I lautari

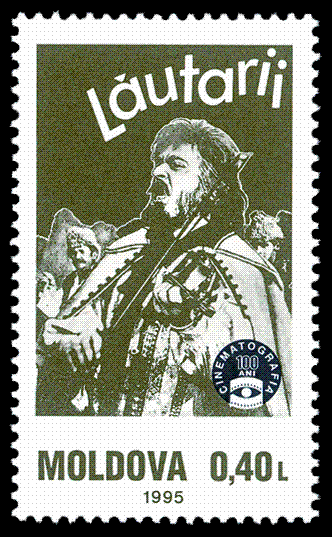
Francobollo moldavo del 1995

I lautari (Lăutarii) è un film sovietico del 1972 diretto da Emil Loteanu.

## Trama
Toma Alistar è un dotato musicista girovago della Bessarabia di metà Ottocento che si innamora perdutamente della bella zingara Leanca. Questa, però, viene destinata in sposa a un ricco zingaro ungherese e Toma spenderà il resto della vita e le sue fortune nella disperata ricerca di lei.

## Distribuzione
- Francia: dicembre 1972 (Quinzaine du Cinéma des Républiques Soviétiques)
- Finlandia: 19 ottobre 1973
- Germania Est: 16 novembre 1973
- Ungheria: 14 marzo 1974
- Svezia: 27 luglio 1976 (Prima TV)
- Italia: 1977
- USA ottobre 1986

### Titoli alternativi
- Fiddlers (titolo internazionale)
- Geächtet und geliebt (Germania Est)
- I lautari (Italia)
- Lautaarit (Finlandia)
- Lautary (URSS, versione doppiata)
- Les Leoutars ou Thomas le magicien (Francia)
- Oi tsinganoi pethainoun ap' agapi (Grecia)

## Riconoscimenti
- 1972 - Festival internazionale del cinema di San Sebastián
  - Primo premio [1]